# Darie Dup

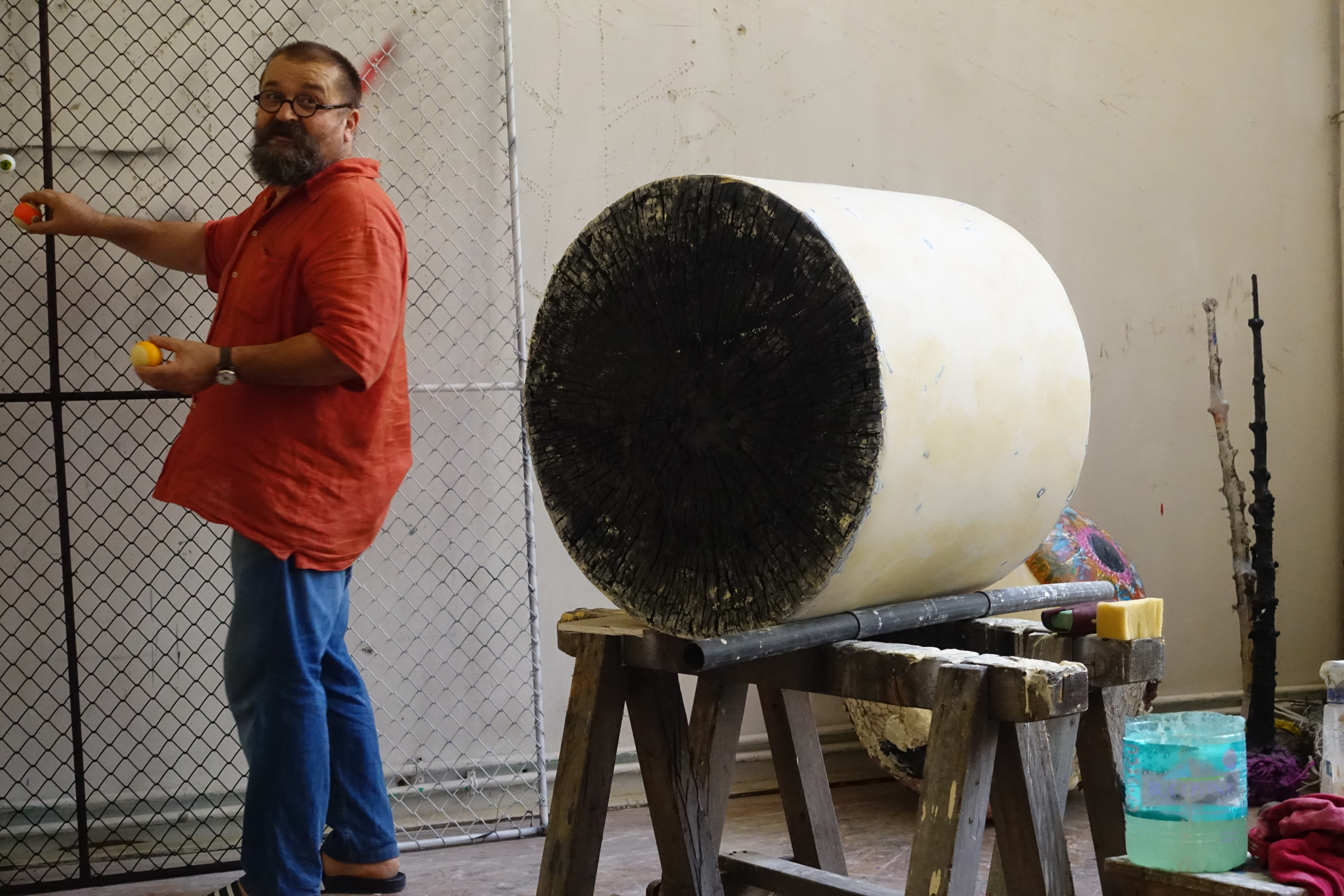
Darie Dup

Darie Dup (n. 4 mai 1959, Zlatna, județul Alba) este un sculptor român, profesor universitar la Universitatea Națională de Arte București, Doctor în Arte Vizuale, personalitate de prim rang a artei românești.

## Studii
- 1983 - Institutul de Arte Plastice „Nicolae Grigorescu”, Secția Sculptură, clasa profesor Paul Vasilescu;
- Din 1992 predă la Catedra de sculptură, Universitatea Națională de Arte București;
- Șeful Catedrei de sculptură a Universității Naționale de Arte București, 1995-2006;
- În prezent este conferențiar universitar, doctor, în cadrul Secției de Sculptură la Universitatea Națională de Arte București.

## Expoziții personale
- 1990 Galeria "Simeza", București;
- 1997 - Galeria "Teatrului National 3/4", București

## Simpozioane de sculptură
- Măgura, Buzău-1983, Saliște, Sibiu-1984, Măgura, Buzău-1985, Oarba de Mureș-1987, Macea, Arad-1988, Dzintari, Letonia 1990, Sibiu-1992, Borchel en Schaft ( Olanda)-1992, Mraconia Turnu Severin-1993, Boville  Ernica, (Italia)-1993, Sângeorz-Băi-1994, Groot Schuylenburg (Olanda)-1994, Bacău 1995, Cisnădie-2006, Tabăra de sculptură, “Muzeul Florean”, Baia Mare-2007.

## Expoziții de grup
- Buzău -1983, București-„Desene de Sculptor”-1985, Botoșani-1986, Baia Mare -1987, București –Expoziția Bursierilor-1987, București-„ Alternative”-Galeria Orizont-1987, Belgrad-1987, Arad-1988, Moscova-1989, Riga, Letonia -1990, București-„9+9”-Galeria Dalles-1990, București-„Auriga”-Galeria Orizont-1991, Sevilla- Expoziția Mondială/ Pavilionul Românesc-1992,  Borchel En Schaft (Olanda)-1992, Soest (Olanda)-1993, Boville Ernica, Italia-1993, Anvers (Belgia) -1993, Apeldoorn (Olanda)-1994, București-Galeria Simeza-1994, București-Teatrul National-1994, Deventer (Olanda)-1995, București-Galeria Catacomba-1995, București, Galeria Apollo-1995, Expoziție de sculptură, Galeria Simeza, 1998, „Mucsarnok”, Budapesta-1998, Galeria Hazelaar, Soest, (Olanda) -2000, Galeria „Abraxas”, Roma, Italia -2002, ”Gherasim și invitații săi”, Mogoșoaia, București-2003, „Autoportret”, Mogoșoaia, București,-2004, Expoziție de grup , Galeria Muzeului de Artă din Cluj -2006, Expoziție de grup, Bistrița Năsăud, București, 2006, Galeria „Frezia”-Dej,-2006, Constanța, Muzeul de Artă, Galeria Ad-Ella, Eforie Nord.- 2007, Galeria UNA București, Bistrița Năsăud, -2007, National Gallery of Modern Art, New Delhi, Mumbai, India-2007, Expoziție de grup, ICR Madrid, Paris, Lisabona-2008, Expoziție de desen, Beijing, China-2008, Expoziție 8art+ Galeria Dalles, București-2008. Expoziție, Desen, Simeza, 2008. Postmodern Wedding, Galeria Simeza-2009, Bienala de Artă Contemporană, Tulcea -2009, Simpozion de pictură, Patras, Grecia-2009

## Burse, Premii și Distincții
- 1983 Premiul I pentru sculptura- Studentfest, Sibiu,
- 1984 Bursa Uniunii Artiștilor Plastici,
- 1985-1987 Bursa de Atelier Frederick Storck
- 1988 Premiul Tineretului, Bienala de Desen,Arad
- 1992 Premiul pentru Sculptură al Salonului de primăvară
- 1992 Expoziția Mondiala, Pavilionul Românesc, Sevilla, Spania
- 1992 Premiul pentru Artă Ambientală al Uniunii Artiștilor Plastici
- 1995 Bursa de studii a Statului Italian
- 1995 Biennala de la Veneția
- 2003 Medalia Ion Irimescu,
- 2004 Ordinul Meritul Cultural în Gradul de Cavaler,
- 2007 Bursa „ Generalitat Valenciana”, Valencia , Spania
- 2007 Premiul de Excelență al Uniunii Artiștilor Plastici,
- 2008 Premiul Ministerului Culturii pentru Grupul 8art+
- 2007 Titlul de Doctor în Arte Vizuale.

## Lucrări în colecții
- Lucrare achiziționată la Biennala de la Veneția 1995, colecția Universității din Phoenix, Arizona,U.S.A. Lucrare în Colecția Regelui, Palatul Elisabeta-2000, Lucrări în colecțiile Muzeelor de Artă din București, Bacău, Galați, Muzeul Național de Artă Contemporană București. Lucrări în colecții private: Olanda, Germania, Belgia, Italia, Franța, U.S.A.

## Opera
Gestul retezat: Darie Dup
- Imaginarul nostru profund este bantuit de spaima mutilarii, a dezmembrarii, dislocarii si amputarii corpului. Exista un simptom sigur in astfel de vise si, consecutiv in diurn, o anatomie a liniilor de fragilitati expresive, exprimata predilect mai ales in arta statuara.
- Amestec de mot si craiovean, Darie Dup si-a făcut sonor intrarea in peisajul bogat al anilor '80, din clasele de sculptura bucurestene, cu "pasul unui amputat". Era un fel de razboinic corpolent, placat decorativ-sarcastic cu placute de arama, statatuara - vestigiu, salbateca si aulica, in acelasi timp.
- Figura fara portret introducea, in deprinderea de cautari armonic-constructiviste ale scolaritatii, un expresionism puternic al fragmentarii corpului, asezonat cu rabdari insolite de parura. La expozitia nationala a tinerilor segregati atunci in "Atelier 35 al U.A.P., gazduita de sala fostei colonii de la Baia-Mare (eveniment major si foarte curajos, organizat in 1988 sub coordonarea Anei Lupas), omul cu ciot al lui Darie Dup "striga" la fel de salbatec precum, cu aproape un deceniu in urma, busteanul figurat si pictat a lui Georg Baselitz din acelasi fel de sala plonjanta, dar a Muzeului Ludwig din Koln.

Dup a inaugurat si a fost imitat in cateva procedee expresive: amputarile drastice, de idol pagan, ale membrelor, prinderea nonsalant-gospodareasca a cate unei prelungiri anatomice, ca de proteza, cu scoabe de dulgherie, placarea cu metal a lemnului crud sau pictarea lui pe strat de ghips si, in general, convocarea heteroclita a materialelor asupra lemnului.
- Pe Dup il fascineaza declarat fragmentele anatomice si scenarizarea lor. Reimagineaza, inainte de anii '90, anticul conducator de cvadriga ca un trup fara brate si cap, din pieptul caruia iese un cap de cal nechezand. Pe cand un fel de trup de Kouros are corpul lipsa, dedus doar ca gol din inserarea membrelor si a capului. Darie Dup concepe variante de soldati cu picior-proteza, aflati in mars, burtosi, gusati, derivati ai prototipului uman "Vittelius". Mai totdeauna retezati si de brațe, "pasitorii" lui Dup primesc, in variantele mai elaborate decorativ, poleiala aurie fie pe ciotul paralelipipedic, fie pe sexul atent modelat. Femeile-marfa rotunjite longilin din lemn pictat si garnisit cu colaj, venus-lubrica din vitrine-sarcofag, sunt si ele amputate, fie de brate, fie de cate un picior. Sunt aproape singurele figuri din statuara lui Darie Dup care au o schita de portret. Precedenta aparitie feminina din imaginarul sculptorului avea un apendice in forma de coasa in locul crestetului si carjele-suliti care sustineau inclinarea corpului, procedeu expresiv ce a făcut cariera la alti colegi de generatie. De cele mai multe ori, mutilarile, anturate cu insolite si atente garnituri expresive de materiale, nu sunt terifiante la Dup, ci oniric-teatrale. Este intocmai miza a ceea ce lucreaza in prezent artistul, un fragment ipostaziat metonimic: o ureche cat un portret, modelata naturalist in varii materiale, marmura, bronz, lemn, cu soclu lenticular ....[1] Aurelia Mocanu,

## Aprecieri
Darie Mircea Dup aparține ca vîrstă generației pe care ne-am obișnuit s-o numim optzecistă. El s-a impus, însă, mai degrabă prin elementele care-l separă decît prin acelea care-l integrează în problematica și în obesesiile acesteia. Sculptor cu o foarte bună priză la materie și cu un la fel de puternic instinct al formei, el a rămas oarecum într-un gen particular de clasicism, cu o puternică tentă morală, interesîndu-se mai puțin de experimentele de limbaj, de integrarea unor noi materiale și tehnici, de redefinirea dialogului cu spațiul. De toposurile clasicității îl leagă, mai întîi, fascinația pentru corpul uman, în jurul căruia se naște o adevărată civilizație antropocentristă. și chiar dacă arhitectura corporală nu este permanent o prezență explicită, ea este suplinită sistematic prin detalii anatomice, prin atitudini, prin forme asimilabile. Deși materialul său predilect este lemnul, pe care-l cioplește în planuri mari, fără interes pentru amănunt și pentru culoarea locală, lucrări cu o remarcabilă forță expresivă au fost realizate prin combinarea acestuia cu metalul; fie prin placare neutră, fie prin asocierea cu un element deja constituit - lama de coasă, de pildă. însă dincolo de interesul pentru forma statică sau, mai bine zis, pentru forma cu un echilibru dobîndit, Darie Dup se exersează într-un expresionism temperat, cu o puternică dimensiune morală. Departe de a fi o mistică sau măcar un elogiu, antropocentrismul lui, marcat deseori de consecințele mutilării, așezat alteori într-o ciudată asociere cu zoologicul, este mai curînd semnul unei revolte și actul unei puneri între paranteze. Și în pofida faptului că prezența sa publică nu este una ofensivă și sistematică, Darie Dup rămîne unul dintre cei mai înzestrați și mai bine definiți artiști din genearația (încă) tînără.Pavel Șușară